# Hilden
Hilden är en stad i den tyska delstaten Nordrhein-Westfalen, och är belägen mellan Düsseldorf och Solingen. Staden har cirka 56 000 invånare och ingår i storstadsområdet Rheinschiene.